# Hans Cattini
Hans Cattini (* 24. Januar 1914 in Grono; † 3. April 1987 in Lausanne) war ein Schweizer Eishockeyspieler. Sein Bruder Ferdinand Cattini war ebenfalls Schweizer Nationalspieler.

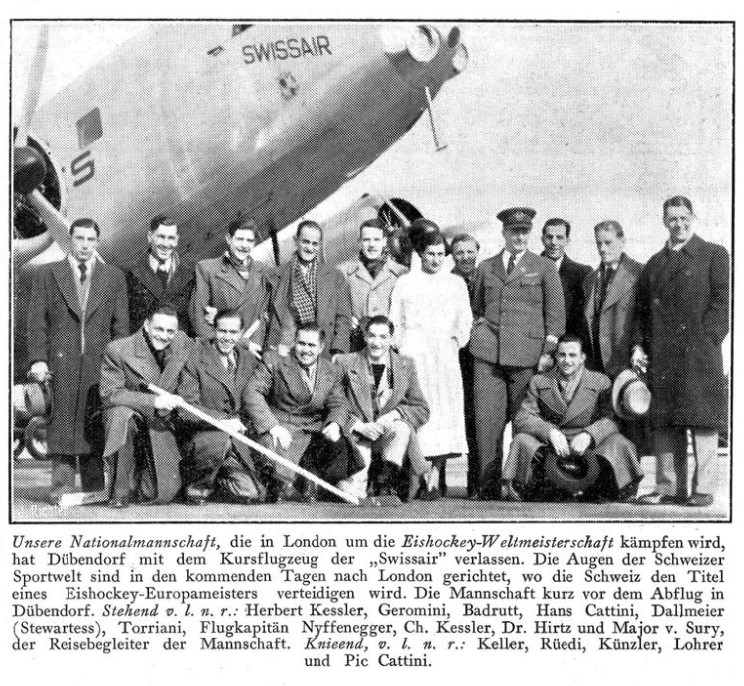
1937, Schweizer Eishockeynationalmannschaft

## Karriere
Hans Cattini nahm für die Schweizer Nationalmannschaft an den Olympischen Winterspielen 1936 in Garmisch-Partenkirchen sowie 1948 in St. Moritz teil. Mit seinem Team gewann er bei den Winterspielen 1948 die Bronzemedaille. Bei den Weltmeisterschaften 1937 und 1939 gewann er mit seiner Mannschaft jeweils die Bronze-, bei der Weltmeisterschaft 1935 die Silbermedaille. Als bestes europäisches Team wurde die Schweiz bei der WM 1935 zudem Europameister.
Auf Vereinsebene spielte Cattini für den HC Davos. Dort bildete er zusammen mit seinem Bruder Ferdinand Cattini und Richard Torriani den sogenannten „ni“-Sturm, der in mehr als zehn Jahren äußerst erfolgreich war. 1998 wurde er mit der Aufnahme in die IIHF Hall of Fame geehrt. Seit 2010 ist eine der beiden Vorrundengruppen des Spengler Cup nach ihm und seinem Bruder Ferdinand benannt.

## Erfolge und Auszeichnungen
- 1935 Silbermedaille bei der Weltmeisterschaft
- 1937 Bronzemedaille bei der Weltmeisterschaft
- 1939 Bronzemedaille bei der Weltmeisterschaft
- 1948 Bronzemedaille bei den Olympischen Winterspielen
- 1998 Aufnahme in die IIHF Hall of Fame